# Parafroneta
Genre
Parafroneta est un genre d'araignées aranéomorphes de la famille des Linyphiidae.

## Distribution
Les espèces de ce genre sont endémiques de Nouvelle-Zélande.

## Liste des espèces
Selon World Spider Catalog (version 16.5, 12/11/2015) :
- Parafroneta ambigua Blest, 1979
- Parafroneta confusa Blest, 1979
- Parafroneta demota Blest & Vink, 2002
- Parafroneta haurokoae Blest & Vink, 2002
- Parafroneta hirsuta Blest & Vink, 2003
- Parafroneta insula Blest, 1979
- Parafroneta marrineri (Hogg, 1909)
- Parafroneta minuta Blest, 1979
- Parafroneta monticola Blest, 1979
- Parafroneta persimilis Blest, 1979
- Parafroneta pilosa Blest & Vink, 2003
- Parafroneta subalpina Blest & Vink, 2002
- Parafroneta subantarctica Blest, 1979
- Parafroneta westlandica Blest & Vink, 2002

## Publication originale
- Blest, 1979 : The spiders of New Zealand. Part V. Linyphiidae-Mynoglenidae. Otago Museum Bulletin, vol. 5, p. 95-173.